# Letter

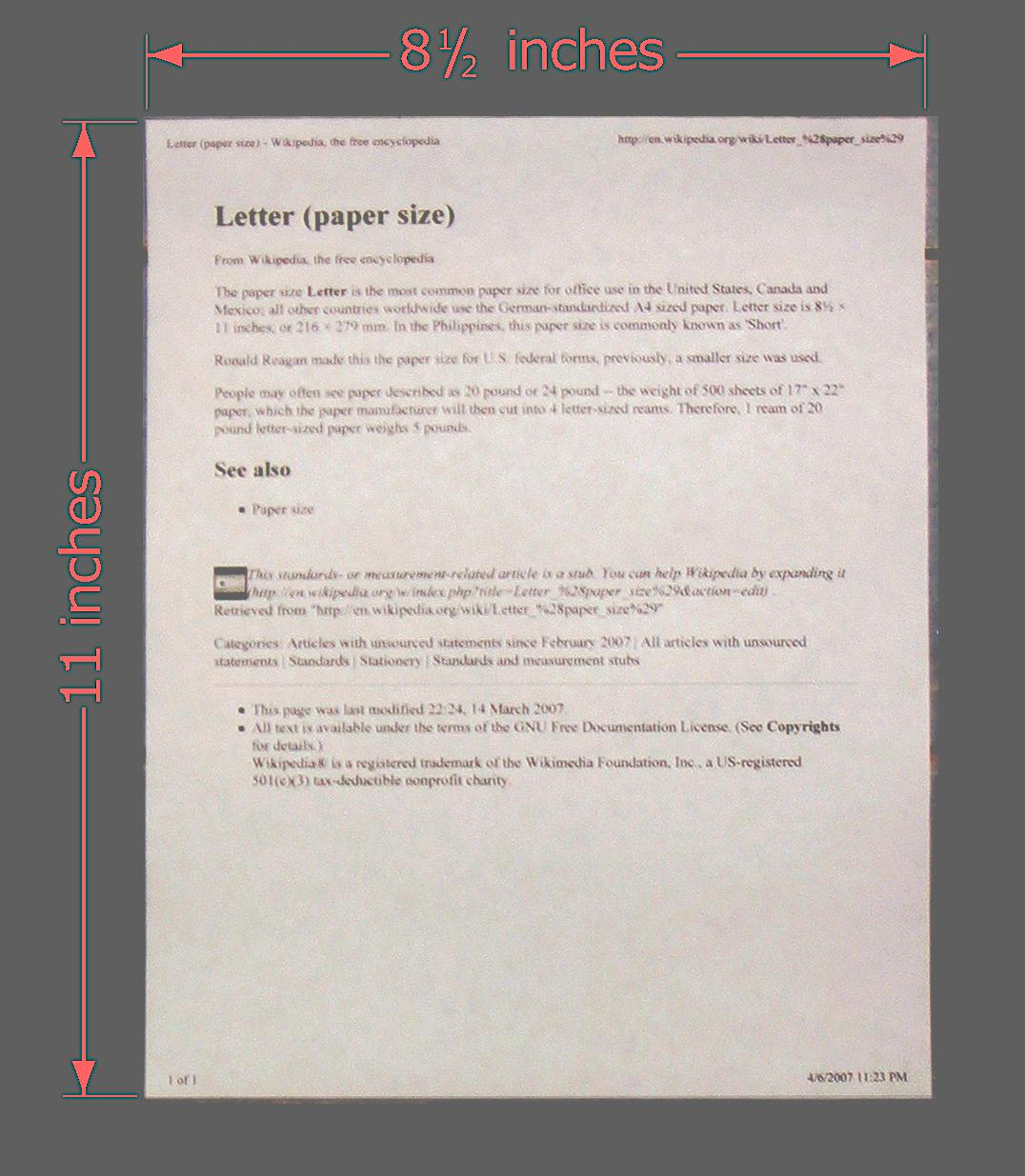

Letter (англ. «letter» — лист) — формат паперу, який зазвичай використовується у США, Канаді, Мексиці та деяких інших країнах. Найпоширенішим форматом за межами Північної Америки є міжнародний стандарт A4.
Розмір аркуша формату Letter 8½ × 11 дюймів або 215,9 × 279,4 мм, у той час як формат А4 має розмір 210 × 297 мм, тобто аркуш формату Letter коротший і ширший, ніж A4.
Рональд Рейган визначив цей формат паперу для використання у федеральних формах США, до цього використовувався менший «офіційний» розмір 8 x 10½ дюймів.
Часто можна зустріти опис базової ваги у 20 або 24 фунти (типова вага офісного паперу Letter) - вага 500 аркушів паперу розміром 17 × 22 дюйми, які виробник розрізає на 4 пачки паперу формату Letter. Тому 1 пачка після розрізання важить 5 фунтів, а один лист двадцятифунтового паперу важить 0,16 унції або 4,54 грама, що еквівалентно щільності 72 г/м².
На відміну від стандартного формату паперу A4, який є геометричною підмножиною діапазону форматів паперу, заснованих на стандарті Міжнародної організації по стандартизації, походження розмірів формату Letter губиться у традиціях і не є чітко документованим. Американська асоціація лісу та паперу стверджує, що розміри походять з часів ручного виробництва паперу, і що 11-дюймова довжина сторінки - це чверть «середньої максимальної довжини рук досвідченого робітника». Проте це не пояснює ширину або співвідношення сторін.